# Differentiering (sociologi)
Differentiering används inom sociologin för att förklara det sätt ett samhällssystem delar upp sig i olika specialiserade subsystem för att hantera en komplex miljö.
Om man vant sig vid någonting kan man förknippa det med en liknande händelse och fenomenet uppträder densamma.